# 大阪SOUL
《大阪SOUL》是可苦可樂的第7張數位單曲。於2019年12月4日由Warner Music Japan發售。

## 簡介
前作《凝視著風》之後約1年發行。可苦可樂進入令和首張單曲以及2019年唯一發行的單曲。
與《42.195km》同樣為大阪馬拉松公式主題曲。
收錄於《畢業》的B面曲。

## 收錄曲
- 作詞・作曲：小淵健太郎　編曲：可苦可樂

1. 大阪SOUL
大阪馬拉松2019公式主題曲

## 外部連結
- 大阪SOUL （页面存档备份，存于）